# Birkiwka
Birkiwka (ukr. Бірківка) – wieś na Ukrainie, w obwodzie czernihowskim, w rejonie koriukowskim, w hromadzie Mena. W 2001 liczyła 915 mieszkańców, wśród których 901 wskazało jako ojczysty język ukraiński, 13 rosyjski, a 1 białoruski. W 2021 liczyła 588 mieszkańców.